# 木原武一
木原 武一（きはら ぶいち、1941年 - ）は、日本の文芸・思想・人生評論家、翻訳家。

## 来歴
東京生まれ。東京大学独文科卒。
当初は現代米国文明論などを翻訳していたが、その後、人生論、読書案内などを多く執筆している。

## 著書
- 『講義のあとで 知の追究者たちが語る学問の入り口とその世界』1 - 3（日本リクルートセンター出版部） 1980 - 1983、のち丸善 2009.1
- 『ルイス・マンフォード』（鹿島出版会、SD選書） 1984.6
- 『哲学からのメッセージ』 (新潮選書) 1987.4 [1]
- 『ヒトはなぜだまされるのか 実習にんげん論』（リクルート出版） 1987.12、のち改題『あの世でも続けたい仕事』（PHP文庫）
- 『大人のための偉人伝』 (新潮選書) 1989.7
- 『続・大人のための偉人伝』 (新潮選書) 1991.6
- 『アインシュタインの就職願書 人間と仕事の愉快な歴史』（新樹社） 1991.10、のちPHP文庫
- 『要約世界文学全集』1 - 2 (新潮選書)  1992.5、のち文庫
- 『名作はなぜ生まれたか 文豪たちの生涯を読む』（同文書院、アテナ選書） 1993.11、のちPHP文庫
- 『性格の研究 タイプ論からみた歴史上の人物』（メディアファクトリー） 1993.10 、のちPHP文庫
- 『孤独の研究』（PHP研究所） 1993.5、のち文庫
- 『天才の勉強術』 (新潮選書） 1994.6
- 『人生最後の時間』（PHP研究所） 1995.2 、のち文庫
- 『ぼくたちのマルクス』（ちくまプリマーブックス） 1995.2
- 『天才ほどよく悩む』（ネスコ） 1995.10
- 『幸福の探究 幸福に生きるための条件とは』（芸文社） 1996.4
- 『人生雨の日の過ごし方晴れの日の愉しみ方 心が洗われることばの贈り物』（大和書房） 1997.2
  - 〈改題〉『ちからをくれる言葉』（光文社、知恵の森文庫）2000/11 [2]
- 『恋愛小説を愉しむ』（PHP新書） 1998.4
- 『父親の研究』（新潮選書） 1999.4
- 『死亡率百パーセントを生きる ある愛と死の記録』（新潮社） 2000.6
- 『子供を知的に育てる親の態度』（大和書房） 2000.12
- 『こころを養う賢者の言葉』（海竜社） 2001.9
- 『人生を考えるヒント ニーチェの言葉から』（新潮選書） 2003.3
- 『あの偉人たちを育てた子供時代の習慣』（PHP研究所） 2003.5
- 『ゲーテに学ぶ幸福術』（新潮選書） 2005.1
- 『大人のための世界の名著必読書50』（海竜社） 2005.7
- 『老年よ、「我まま」に生きよ 賢者に学ぶ幸福論』（日本経済新聞社） 2006.3
- 『大人のための日本の名著必読書50』（海竜社） 2007.7
- 『人生に効く漱石の言葉』（新潮選書） 2009.6
- 『快楽の哲学 - より豊かに生きるために』（日本放送出版協会、NHKブックス） 2010

## 翻訳
- 『データ・バンク社会 情報化社会とプライバシーの危機』（M・ワーナー, M・ストーン、岩本隼共訳、TBS出版会） 1972
- 『権力のペンタゴン 機械の神話 第2部』（ルイス・マンフォード、生田勉共訳、河出書房新社） 1973
- 『自動車対人類 暴君自動車の分析・反乱への提言・再建への計画』（ケネス・R・シュナイダー、自然社） 1975
- 『解釈と予測 アンソロジー 1922-1972』1 - 2（ルイス・マンフォード、生田勉, 樋口清共訳、河出書房新社） 1975
- 『アメリカ人 大量消費社会の生活と文化』（ダニエル・J・ブアスティン、新川健三郎共訳、河出書房新社） 1976
- 『人間のタイプと適性 天賦の才 異なればこそ』（I・B・マイヤーズ、大沢武志共訳、日本リクルートセンター出版部） 1982.4
- 『トリノの聖骸布 最後の奇蹟』（イアン・ウィルソン、文芸春秋） 1985.12
- 『北海油田』（A・アルヴァレズ、新潮社） 1988.2
- 『ベルイマン自伝』（新潮社） 1989.1
- 『消えた略奪美術品』（コンスタンチン・アキンシャ, グリゴリイ・コズロフ、新潮社） 1997.5
- 『聖書の暗号』（マイケル・ドロズニン、新潮社） 1997.8、のち文庫
- 『ロゼッタストーン解読』（レスリー・アドキンズ, ロイ・アドキンズ、新潮社） 2002.3、のち文庫
- 『ゲーテ一日一言』（海竜社） 2009.7